# Tours-sur-Meymont
Pour les articles homonymes, voir Tours (homonymie).
Tours-sur-Meymont est une commune française, située dans le département du Puy-de-Dôme en région Auvergne-Rhône-Alpes.

## Géographie

### Localisation
|         | Sauviat           | Augerolles Olliergues      |
| Domaize | Tours-sur-Meymont | Saint-Gervais-sous-Meymont |
|         | Cunlhat           | La Chapelle-Agnon          |

### Climat
Pour des articles plus généraux, voir Climat d'Auvergne-Rhône-Alpes et Climat du Puy-de-Dôme.
En 2010, le climat de la commune est de type climat des marges montargnardes, selon une étude du Centre national de la recherche scientifique s'appuyant sur une série de données couvrant la période 1971-2000. En 2020, Météo-France publie une typologie des climats de la France métropolitaine dans laquelle la commune est exposée à un climat de montagne ou de marges de montagne et est dans la région climatique  Nord-est du Massif Central, caractérisée par une pluviométrie annuelle de 800 à 1 200 mm, bien répartie dans l’année. 
Pour la période 1971-2000, la température annuelle moyenne est de 10,3 °C, avec une amplitude thermique annuelle de 16,4 °C. Le cumul annuel moyen de précipitations est de 969 mm, avec 10,5 jours de précipitations en janvier et 8 jours en juillet. Pour la période 1991-2020, la température moyenne annuelle observée sur la station météorologique de Météo-France la plus proche, « Cunlhat », sur la commune de Cunlhat à 5 km à vol d'oiseau, est de 10,1 °C et le cumul annuel moyen de précipitations est de 1 010,2 mm,. Pour l'avenir, les paramètres climatiques de la commune estimés pour 2050 selon différents scénarios d'émission de gaz à effet de serre sont consultables sur un site dédié publié par Météo-France en novembre 2022.

## Urbanisme

### Typologie
Au 1er janvier 2024, Tours-sur-Meymont est catégorisée commune rurale à habitat très dispersé, selon la nouvelle grille communale de densité à sept niveaux définie par l'Insee en 2022.
Elle est située hors unité urbaine et hors attraction des villes,.

### Occupation des sols
L'occupation des sols de la commune, telle qu'elle ressort de la base de données européenne d’occupation biophysique des sols Corine Land Cover (CLC), est marquée par l'importance des territoires agricoles (74,1 % en 2018), une proportion sensiblement équivalente à celle de 1990 (73,9 %). La répartition détaillée en 2018 est la suivante : 
prairies (50,9 %), forêts (25,9 %), zones agricoles hétérogènes (23,2 %). L'évolution de l’occupation des sols de la commune et de ses infrastructures peut être observée sur les différentes représentations cartographiques du territoire : la carte de Cassini (XVIIIe siècle), la carte d'état-major (1820-1866) et les cartes ou photos aériennes de l'IGN pour la période actuelle (1950 à aujourd'hui).

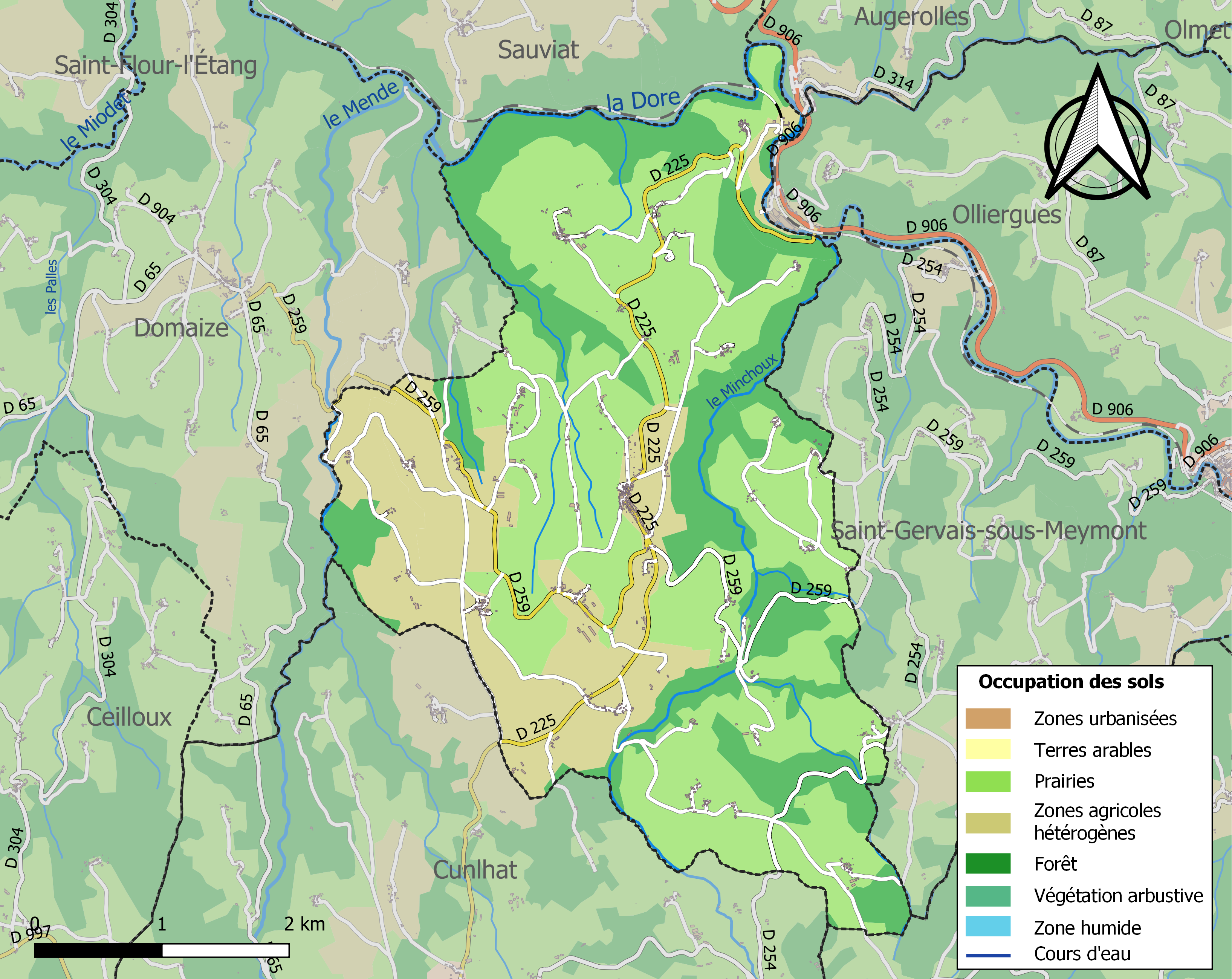
Carte des infrastructures et de l'occupation des sols de la commune en 2018 (CLC).

### Lieux-dits, hameaux et écarts
L'Alligier, Beauregard, le Bost, Bouget, Bourdelles, le Bourg, le Bouchet, le Bourgnon, le Breuil, la Brousse, le Bruchol, Brugeard, le Buisson, la Calandre, Charlat, les Chaux, le Cheix, Clairmatin, la Collange, Espinasse, Fougères, Fridonnet, le Garret, les Gouttes, Gorce, Goutte-favier, le Graveron, les Idiroux, Imberdis, Lachamp, Laire, Lardialet, Lasteyrias, Massus, le Mayet, Montadert, Montcriol, le Montel, le Moulin des Gouttes, l'Oligne, Parinet, Pied Froid, Piedmont, Pissolier, Ragnon, les Rodilles, Les Rossis, La Sagne, La Rotonde, Souchon, Theillère, la Voisse, Vol.

## Politique et administration

### Découpage territorial
Les limites territoriales des cinq arrondissements du Puy-de-Dôme ont été modifiées afin que chaque nouvel établissement public de coopération intercommunale à fiscalité propre soit rattaché à un seul arrondissement au 1er janvier 2017. La communauté de communes Ambert Livradois Forez à laquelle appartient la commune est rattachée à l'arrondissement d'Ambert ; ainsi, Tours-sur-Meymont est passée le 1er janvier 2017 de l'arrondissement de Clermont-Ferrand à celui d'Ambert.
La commune de Tours-sur-Meymont fait partie :
- jusqu'en 2016, de la communauté de communes du Pays de Cunlhat ;
- depuis le 1er janvier 2017, de la communauté de communes Ambert Livradois Forez.

### Liste des maires
| Période   | Période                         | Identité                                        | Étiquette | Qualité                                        |
| --------- | ------------------------------- | ----------------------------------------------- | --------- | ---------------------------------------------- |
| 1793      | 1800                            | Cyprien Borias                                  |           |                                                |
| 1800      | 1816                            | Guillaume Coifier                               |           |                                                |
| 1816      | 1821                            | Côme Damien Charles Sidoine Micolon De Guérines |           |                                                |
| 1822      | 1830                            | Sidoine Apollinaire Micolon De Guérines         |           |                                                |
| 1830      | 1836                            | Michel Benoit Berthelay                         |           |                                                |
| 1836      | 1840                            | Jean Groisne                                    |           |                                                |
| 1840      | 1847                            | Cyprien Borias                                  |           |                                                |
| 1847      | 1850                            | François Moisonneuve                            |           |                                                |
| 1851      | 1852                            | Apollinaire Micolon De Guérines                 |           |                                                |
| 1852      | 1876                            | Côme Micolon De Guérines                        |           |                                                |
| 1876      | 1880                            | Benoît Chabanet                                 |           |                                                |
| 1880      | 1884                            | Jean Lacombe                                    |           |                                                |
| 1885      | 1900                            | François Russias                                |           |                                                |
| 1900      | 1908                            | Amable Cros                                     |           |                                                |
| 1908      | 1914                            | François Russias                                |           |                                                |
| 1914      | 1919                            | Jean Baptiste Jailler                           |           |                                                |
| 1919      | 1944                            | Michel Montcriol                                |           |                                                |
| 1944      | 1945                            | Michel Montcriol                                |           | Président de la Délégation Spéciale provisoire |
| 1945      | 1959                            | Pierre Lacombe                                  |           |                                                |
| 1959      | 1977                            | Jean Fournier                                   |           |                                                |
| 1977      | 1985                            | Joseph Puissochet                               |           |                                                |
| 1985      | 2001                            | Jean-Yves Lacombe                               |           |                                                |
| mars 2001 | mars 2014                       | Bernard Chantegrel                              |           | Agriculteur                                    |
| 2014      | 2018                            | Noël Groisne                                    |           | Agriculteur                                    |
| 2018      | 2020                            | Pierre Faure                                    |           | Technicien forestier                           |
| 2020      | En cours (au 18 septembre 2020) | Denis Combris                                   |           | Artisan commerçant                             |

## Population et société

### Démographie
L'évolution du nombre d'habitants est connue à travers les recensements de la population effectués dans la commune depuis 1793. Pour les communes de moins de 10 000 habitants, une enquête de recensement portant sur toute la population est réalisée tous les cinq ans, les populations de référence des années intermédiaires étant quant à elles estimées par interpolation ou extrapolation. Pour la commune, le premier recensement exhaustif entrant dans le cadre du nouveau dispositif a été réalisé en 2006.

En 2022, la commune comptait 538 habitants, en évolution de +4,26 % par rapport à 2016 (Puy-de-Dôme : +2,1 %, France hors Mayotte : +2,11 %).
| 1793  | 1800  | 1806  | 1821  | 1831  | 1836  | 1841  | 1846  | 1851  |
| ----- | ----- | ----- | ----- | ----- | ----- | ----- | ----- | ----- |
| 1 900 | 1 970 | 2 199 | 2 502 | 2 615 | 2 544 | 2 532 | 2 620 | 2 569 |

| 1856  | 1861  | 1866  | 1872  | 1876  | 1881  | 1886  | 1891  | 1896  |
| ----- | ----- | ----- | ----- | ----- | ----- | ----- | ----- | ----- |
| 2 609 | 2 400 | 2 317 | 2 205 | 2 132 | 2 014 | 1 957 | 1 860 | 1 784 |

| 1901  | 1906  | 1911  | 1921  | 1926  | 1931  | 1936  | 1946 | 1954 |
| ----- | ----- | ----- | ----- | ----- | ----- | ----- | ---- | ---- |
| 1 789 | 1 673 | 1 601 | 1 390 | 1 292 | 1 313 | 1 197 | 960  | 855  |

| 1962 | 1968 | 1975 | 1982 | 1990 | 1999 | 2006 | 2011 | 2016 |
| ---- | ---- | ---- | ---- | ---- | ---- | ---- | ---- | ---- |
| 747  | 752  | 635  | 569  | 511  | 522  | 508  | 530  | 516  |

| 2021 | 2022 | - | - | - | - | - | - | - |
| ---- | ---- | - | - | - | - | - | - | - |
| 530  | 538  | - | - | - | - | - | - | - |

## Culture locale et patrimoine

### Lieux et monuments
- Inscription sur l'inventaire supplémentaire des monuments historiques le 4 mars 1991 :
  - Église paroissiale partiellement fortifiée (XIVe et XVIe siècles, partiellement reconstruite au XIXe siècle).
- Classement au titre des monuments historiques le 20 mai 1958 : 
  - Saint Georges terrassant le dragon, statue en bois polychrome, XVIIe ou XVIIIe siècle (église paroissiale).
  - Statue de saint Yves (XVIIe ou XVIIIe siècle, presbytère du Bourg).
- Classement au titre des monuments historiques le 7 janvier 1974 :
  - Statuette du Christ (XIIIe siècle, chapelle Saint-Just, à Giroux).
- Classement au titre des monuments historiques le 16 mai 1980 :
  - Coupes en orfèvrerie (XVIIe siècle, église paroissiale).
  - Saint Roch, statue en bois polychrome, XVIIIe siècle (église paroissiale).
- Classement au titre des monuments historiques le 2 avril 1982 :
  - Vierge de Pitié, groupe sculpté en bois polychrome, XVIIIe siècle (église paroissiale).
- Classement au titre des monuments historiques le 30 novembre 1984 :
  - Saint Pierre et saint Paul, statues en bois polychrome, XVIIe siècle (église paroissiale).
  - Ancien chapiteau, transformé en bénitier (XIIe siècle, église paroissiale).
- Inscription sur l'inventaire supplémentaire des monuments historiques le 22 octobre 1971 :
  - Pont sur la Dore, dit Pont du Diable (XVe siècle, à cheval sur la commune de Saint-Gervais-sous-Meymont, au lieu-dit Giroux).
- 2 arrêtés : Inscription sur l'inventaire supplémentaire des monuments historiques le 4 mars 1991. Classement au titre des monuments historiques le 26 février 1996 :
  - Château du Bourgnon (propriété privée) reconstruit et agrandi entre 1772 et 1792.

### Patrimoine naturel
- La commune de Tours-sur-Meymont est adhérente du parc naturel régional Livradois-Forez.
- Un verger conservatoire des variétés anciennes d'arbres fruitiers s'étend sur plus de deux hectares sur la commune de Tours-sur-Meymont. Il est géré par le Conservatoire d'espaces naturels (CEN) Auvergne-Rhône-Alpes.